# St Abbs

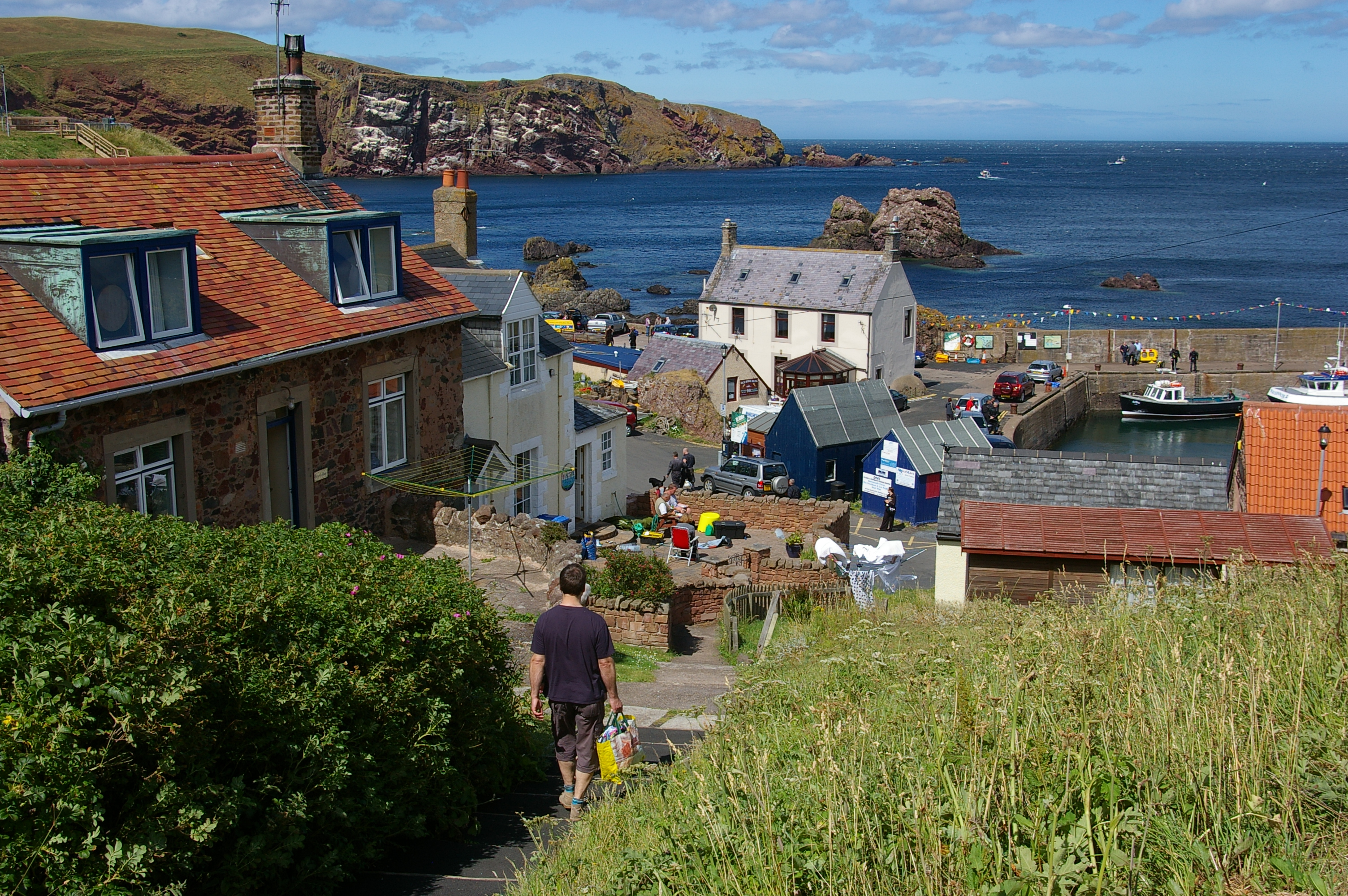
Veduta del porto di St Abbs

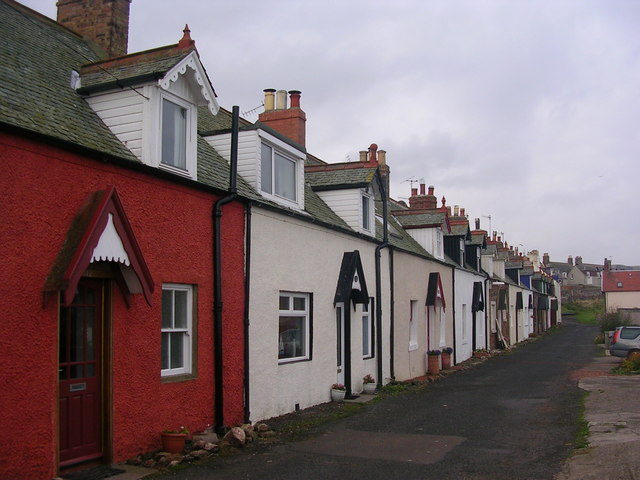
Fila di cottage a St Abbs

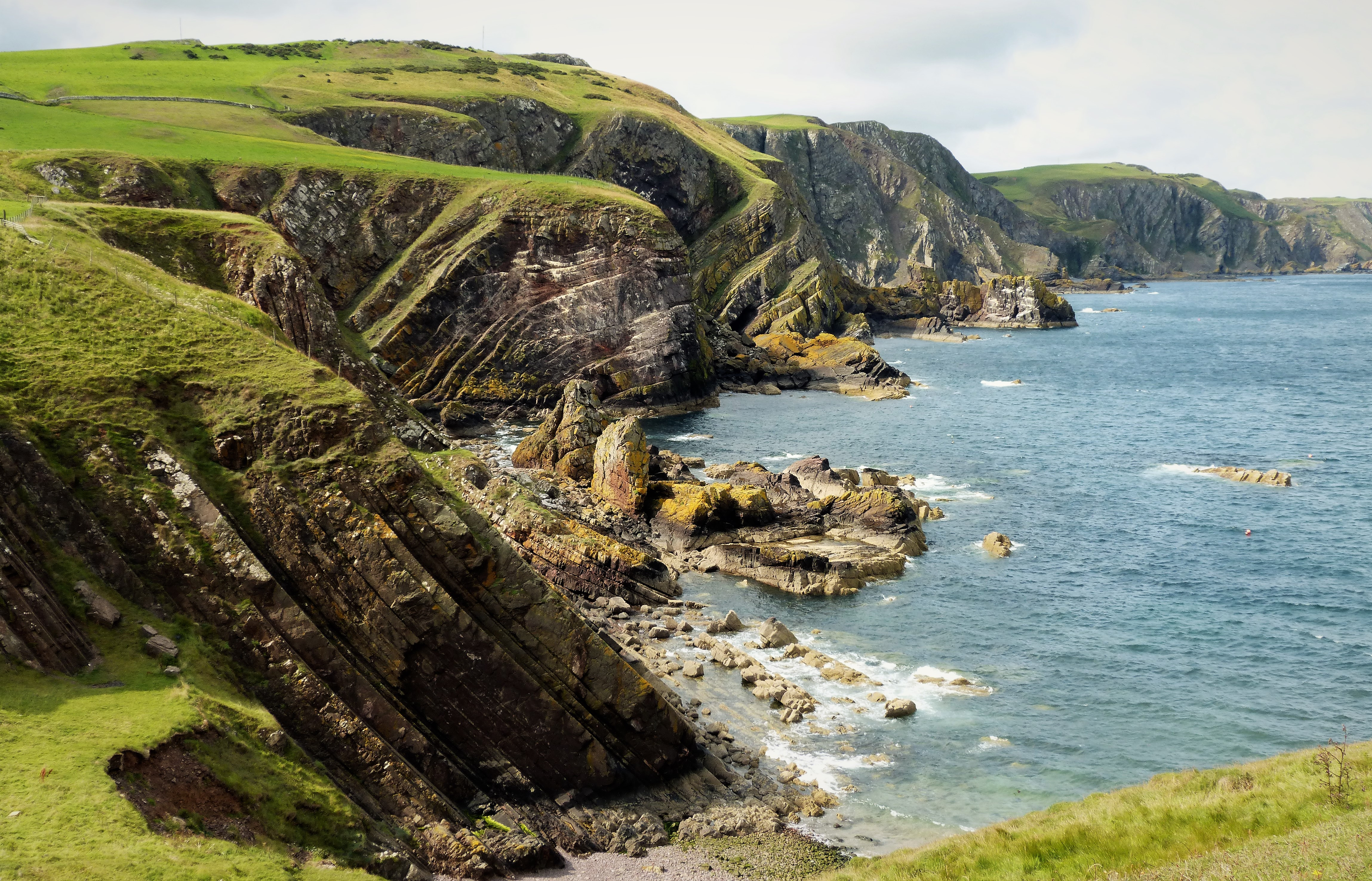
St Abbs Head, promontorio nei pressi di St Abbs

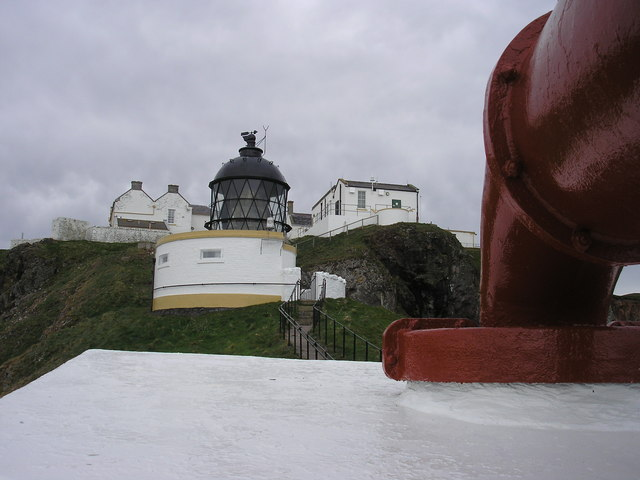
Il faro di St Abbs

St Abbs, noto un tempo come Coldingham Shore, è un villaggio di pescatori sul Mare del Nord della Scozia sud-orientale, facente parte dell'area amministrativa degli Scottish Borders (contea tradizionale: Berwickshire) e della parrocchia civile di Coldingham.

## Geografia

### Territorio
St Abbs si trova nella parte centrale della costa degli Scottish Borders, a circa 5 km a nord-est di Eyemouth e a nord-est di Coldingham.
A nord del villaggio si erge il promontorio di St Abbs Head.

## Origini del nome
Il toponimo St Abbs deriva dal nome di una santa, Santa Ebba (o Æbbe o Ebbe) (v. sezione "Storia").

## Storia
Nel 635, una principessa della Northumbria Ebba, figlia di Etelfrido di Bernicia, dopo un naufragio, decise di fondare un monastero in loco, monastero andato poi distrutto da un incendio nel 683. Si racconta che le monache avessero fare l'abitudine di fare il bagno nella baia circostante.
Nel 1833, una ditta di Edimburgo, la Usher, decise di investire nella realizzazione di un porto peschereccio a St Abbs, porto che in seguito sarebbe diventato molto trafficato.

## Monumenti e luoghi d'interesse

### Architetture religiose

#### Chiesa di St Abbs
Principale edificio religioso di St Abbs è una chiesa situata lungo la Coldingham Road e risalente al 1892.

### Architetture militari

#### Fast Castle
Nei dintorni di St Abbs, si trovano le rovine del Fast Castle o Castello Knowe: realizzato nel 1515 e ricostruito nel 1521, fu il luogo d'incontro dei cospiratori contro Giacomo VI ed è menzionato nel romanzo di Sir Walter Scott La sposa di Lammermoor (The Bride of Lammermoor).

### Architetture civili

#### Faro di St Abbs
Nei dintorni del villaggio si trova poi il faro di St Abbs, situato sul St Abbs Head e costruito nel 1861 dal padre e dallo zio di Robert Louis Stevenson.

#### Castle Rock
Altro edificio d'interesse di St Abbs è Castle Rock, risalente al 1895.

### Aree naturali

#### St Abbs Head
Principale area naturale attorno a St Abbs è St Abbs Head, un promontorio situato a nord del villaggio e che si erge a circa 90 metri sul livello del mare, designato come riserva naturale nel 1983. Si tratta di uno dei maggiori luoghi per la pratica del birdwatching in Scozia: in loco nidificano infatti migliaia di uccelli marini nei mesi che vanno tra aprile e agosto.

## Cultura

### Media
- Il villaggio di St Abbs è stata una delle location dei film Avengers: Infinity War e Avengers: Endgame, dove compare con il nome di "New Asgard"[11]
- A St Abbs è stato girato il video musicale del brano di Harry Styles Adore You, dove il villaggio è diventato un'isola fittizia di nome "Eroda"[12][13]